# Сахаров, Алексей Фёдорович
Алексей Фёдорович Сахаров (30.03.1912—28.07.1971) — командир орудия батареи 4-го гвардейского воздушно-десантного артиллерийского полка (1-я гвардейская воздушно-десантная дивизия, 53-я армия, 2-й Украинский фронт), гвардии старший сержант, участник Великой Отечественной войны и Советско-японской войны, кавалер ордена Славы трёх степеней.

## Биография
Родился 30 марта 1912 года в Москве в семье рабочего. Русский. Окончил 4 класса. Служил в органах НКВД.
6 декабря 1942 года был призван в Красную Армию Ростокинским райвоенкоматом Москвы. Был направлен в формирующуюся 1-ю гвардейскую воздушно-десантную дивизию, где зачислен в 4-ю гвардейский воздушно-десантный артиллерийский полк номером орудийного расчёта.
В феврале 1943 года дивизия убыла на Северо-Западный фронт. Была введена в прорыв в полосе наступления 1-й ударной армии. В марте и августе 1943 года вела безуспешные наступательные бои с целью разгрома старорусской группировки противника и овладения городом Старая Русса. Затем была выведена в резерв на отдых и пополнение, и в сентябре 1943 года направлена на Степной фронт.
Участвовала в боях при завершении освобождения Левобережной Украины в районе восточнее Кременчуга. В октябре-декабре 1943 года дивизия наступала на криворожском и кировоградском направлениях. В этих боях гвардии красноармеец Сахаров заслужил первые боевые награды.
25 октября 1943 в боях за город Кривой Рог в составе расчёта подбил тяжёлый танк «Тигр» и самоходное орудие. Награждён орденом Красной Звезды. 15 ноября в боях у села Недайвода (Криворожский район, Днепропетровская область), действуя уже как наводчик, огнём с прямой наводки уничтожил две пулемётные точки, разрушил два блиндажа, подавил огонь 105-мм артиллерийской батареи. Награждён медалью «За отвагу» (был представлен ко второму ордену Красной Звезды).
В январе-феврале 1944 года дивизия принимала участие в Корсунь-Шевченковской операции, в том числе, замкнув кольцо окружения в районе Звенигородка.
27 января 1944 года в районе села Писаревка (16 км северо-восточнее города Новомиргород, Украина) расчёт, благодаря правильной и точной наводки орудия, сжёг несколько  танков типа «Пантера». 28 января, при отражении контратаки в том же районе, сжёг танк типа «Тигр».
Приказом по частям 19-й гвардейской воздушно-десантной дивизии от 20 февраля 1944 года (№ 3/н) гвардии ефрейтор Сахаров Алексей Фёдорович награждён орденом Славы 3-й степени.
В марте-апреле 1944 года принимает участие в Уманско-Ботошанской операции, в ходе которой достигла Днестра в районе города Дубоссары. В этих боях гвардии старший сержант Сахаров уже командовал орудийным расчётом.
В наступательных боях с 9 марта по 12 апреля 1944 года прошёл около 400 км, со своим орудием всё время находился в боевых порядках пехоты, поддерживал огнём из орудия стрелковые подразделения. Вместе с расчётом истребил свыше взвода гитлеровцев, разбил 6 пулемётных точек.
Приказом по войскам 52-й армии от 28 июля 1944 года (№ 186/н) гвардии старший сержант Сахаров Алексей Фёдорович награждён орденом Славы 2-й степени.
В конце сентября дивизия достигла румыно-венгерской границы северо-западнее города Арад, откуда 6 октября 1944 года начала наступление в ходе Дебреценской операции и вышла к реке Тиса и форсировала её в ноябре 1944 года уже в ходе Будапештской стратегической операции. К концу февраля 1945 года вышла на реку Грон, В этих боях гвардии старшина Сахаров неоднократно отличился.
10 октября 1944 года в боях в тылу врага в районе города Карцаг (медье Яс-Надькун-Сольнок Венгрии, в двухстах километрах от Будапешта) его расчёт при отражении контратак врага сжёг 2 танка типа «Тигр», 2 бронетранспортёра, подавил 8 пулемётов. 13 октября в районе населённого пункта Надудвара, вступив в бой с засадой врага, сжёг 3 бронетранспортёра. 
7 ноября при форсировании реки Тиса гвардии старшина Сахаров, поставив орудие на прямую наводку, прикрывал переправу стрелковых подразделений, уничтожил три пулемётные точки и 75-мм орудие. 10 ноября в бою за посёлок Фюзешабонь первым со своим расчётом ворвался в населённый пункт, уничтожив два пулемёта и танк. 20-25 ноября в бою у Широк (Венгрия) участвовал в отражении 8 контратак противника, огнём из орудия поразил 2 НП, 10 пулемётных точек и свыше 20 пехотинцев, трёх из лично в рукопашной схватке.
На завершающем этапе войны, весной 1945 года дивизия участвовала в Братиславско-Брновской операции и Пражской операции.
25 марта 1945 года при форсировании реки Грон (южнее города Левице, Чехословакия) гвардии старшина Сахаров переправился вместе с орудием на правый берег и с ходу вступил в бой, поразив точным огнём 2 миномётные батареи, орудие, 5 пулемётов и до 80 гитлеровцев. 27 марта в районе населённого пункта Сложани (Чехословакия) прямой наводкой разбил 3 пулемёта и истребил свыше 10 солдат. 
В июне-июле 1945 года дивизия была передислоцирована на территорию Монголии в район города Чойбалсан. В августе 1945 года приняла участие в Хингано-Мукденской операции. 
По завершении боевых действий был представлен к награждению орденом Славы 1-й степени. В наградном листе отмечалось, что, совершая марш по безводным степям Монголии, Маньчжурии и перехода через Большой Хинган, добился высокой дисциплины на марше, его орудие в точно указанные сроки прибыло в район сосредоточения в полной боевой готовности. Награждён орденом Красного Знамени. В 1945 году гвардии старшина Сахаров был демобилизован.
Указом Президиума Верховного Совета СССР от 15 мая 1946 года гвардии старшина Сахаров Алексей Фёдорович награждён орденом Славы 1-й степени. Стал полным кавалером ордена Славы.
Жил в Москве. Скончался 28 июля 1971 года. Похоронен на Бабушкинском кладбище.

## Награды
- - Орден Красного Знамени (14.10.1945)[4];
  - Орден Красной Звезды (06.11.1943)[5];
- Полный кавалер ордена Славы:
  - орден Славы I степени (15.05.1946)[6];
  - орден Славы II степени (28.07.1944)[7];
  - орден Славы III степени (20.02.1944)[8];
- медали, в том числе:
  - «За отвагу» (09.12.1943)[9]
  - «За освобождение Праги» (9.6.1945)
  - «В ознаменование 100-летия со дня рождения Владимира Ильича Ленина» (6 апреля 1970)
  - «За победу над Германией в Великой Отечественной войне 1941—1945 гг.» (9 мая 1945[10])
  - «За победу над Японией» (3 сентября 1945)
  - «20 лет Победы в Великой Отечественной войне 1941—1945 гг.» (7 мая 1965[11])
  - «30 лет Победы в Великой Отечественной войне 1941—1945 гг.»[12]
  - 40 лет Победы в Великой Отечественной войне 1941—1945 гг.[13]
  - «30 лет Советской Армии и Флота»[14]
  - «40 лет Вооружённых Сил СССР»[15]
  - «50 лет Вооружённых Сил СССР» (26 декабря 1967[16])
- Знак «25 лет победы в Великой Отечественной войне» (1970)

## Память
- На могиле установлен надгробный памятник
- Его имя увековечено в Главном Храме Вооружённых сил России, и навсегда запечатлено на мемориале «Дорога памяти»